# Sègre
Pour les articles homonymes, voir Segre.
Le Sègre (en catalan et en espagnol : el Segre) est une rivière du Nord de l'Espagne (communautés de Catalogne et d'Aragon), prenant sa source dans le Sud de la France (Pyrénées-Orientales, en région Occitanie).
Le Sègre est un affluent de rive gauche de l'Èbre. Sa longueur est de 265 km, dont 20 km en territoire français.

## Géographie

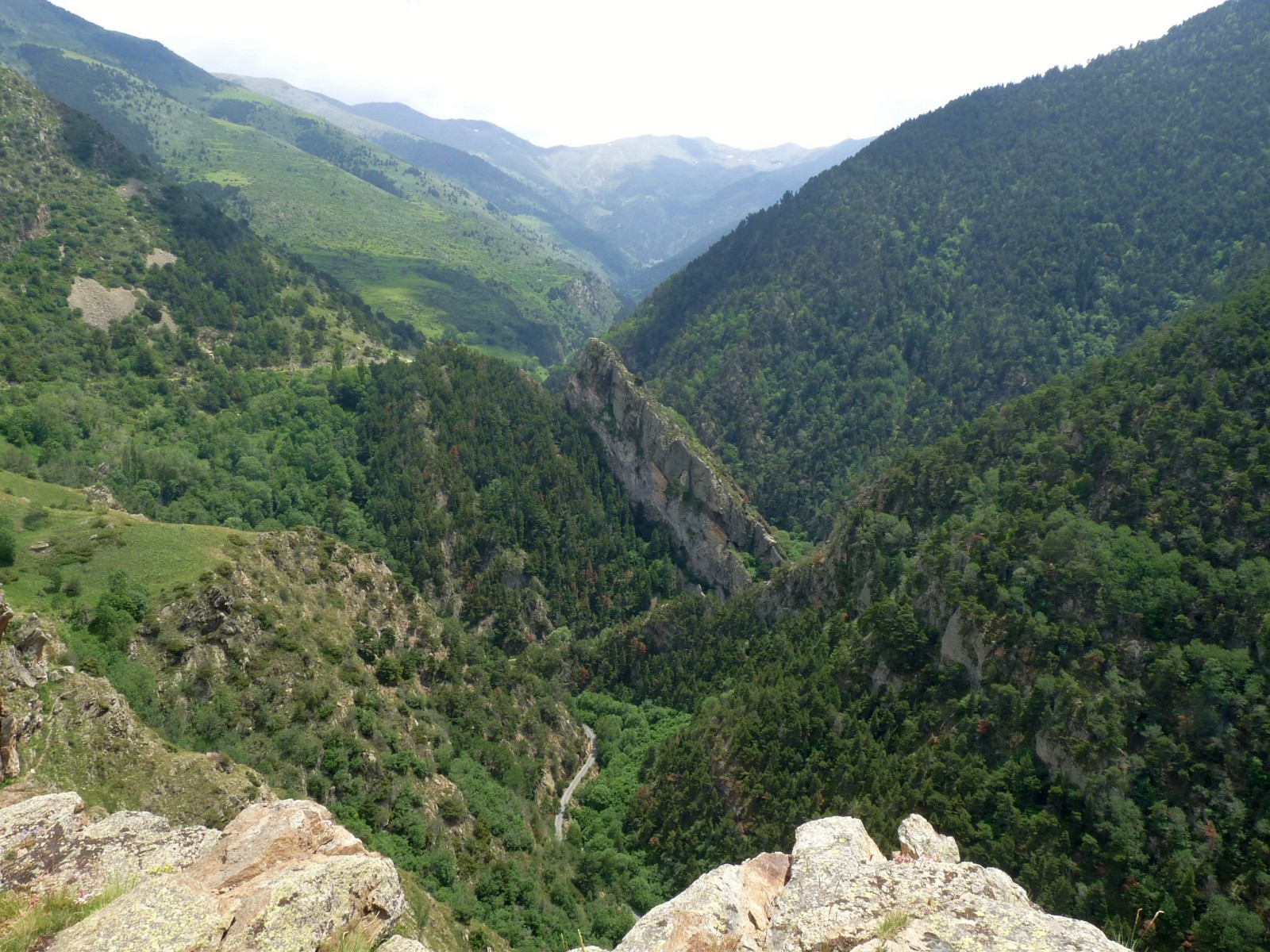
Les gorges du Sègre à Llo.

### Cours français
Le Sègre prend sa source à 2 404 m d’altitude sur la face nord du Puigmal de Sègre, sur le territoire de la commune de Llo (Pyrénées-Orientales). 
L’ensemble de la haute vallée du Sègre avec ses affluents, entre le col de la Perche, le col du Puymorens et la frontière avec l’Espagne, correspond au pays de la Cerdagne française.
Depuis sa source, le cours d’eau prend d’abord une direction nord, oblique progressivement vers l’ouest puis vers le sud-ouest.
Après avoir traversé les communes de Llo, Saillagouse, Estavar, l’enclave espagnole de Llívia et finalement la commune française de Bourg-Madame, le Sègre achève son parcours de 20 km en territoire français et franchit la frontière espagnole.

### Cours espagnol

#### Catalogne
Après son passage en territoire français, le Sègre passe en Espagne, en Basse-Cerdagne.  
Coulant d'abord vers le sud-sud-ouest, il s'oriente à l'ouest au niveau d'Escadarcs, jusqu'à La Seu d'Urgell, où il reprend un cours sud-ouest. 
Le barrage hydroélectrique d'Oliana est à l'origine d'un lac, la Panta d'Oliana. Un deuxième barrage se trouve sur le cours d’un de ses affluents, le Rialb, à la confluence avec celui-ci, à La Baronia de Rialb (lac Panta del Rialb). 
Un peu en aval débute un canal latéral (canal de Urgell) d'une longueur d'un kilomètre environ.

#### Aragon
Le Sègre se jette dans l'Èbre à Mequinenza (communauté autonome d'Aragon, province de Saragosse).

### Principaux affluents
- La Llavanera
- Le Carol
- L'Angoustrine
- le rio Duran
- le rio de Llosa
- la Noguera Pallaresa
- la Noguera Ribagorzana
- le Cinca

### Territoires, communes et villes traversées
- En France (Pyrénées-Orientales)
  - Llo, Saillagouse, Estavar
- En Espagne (Catalogne)

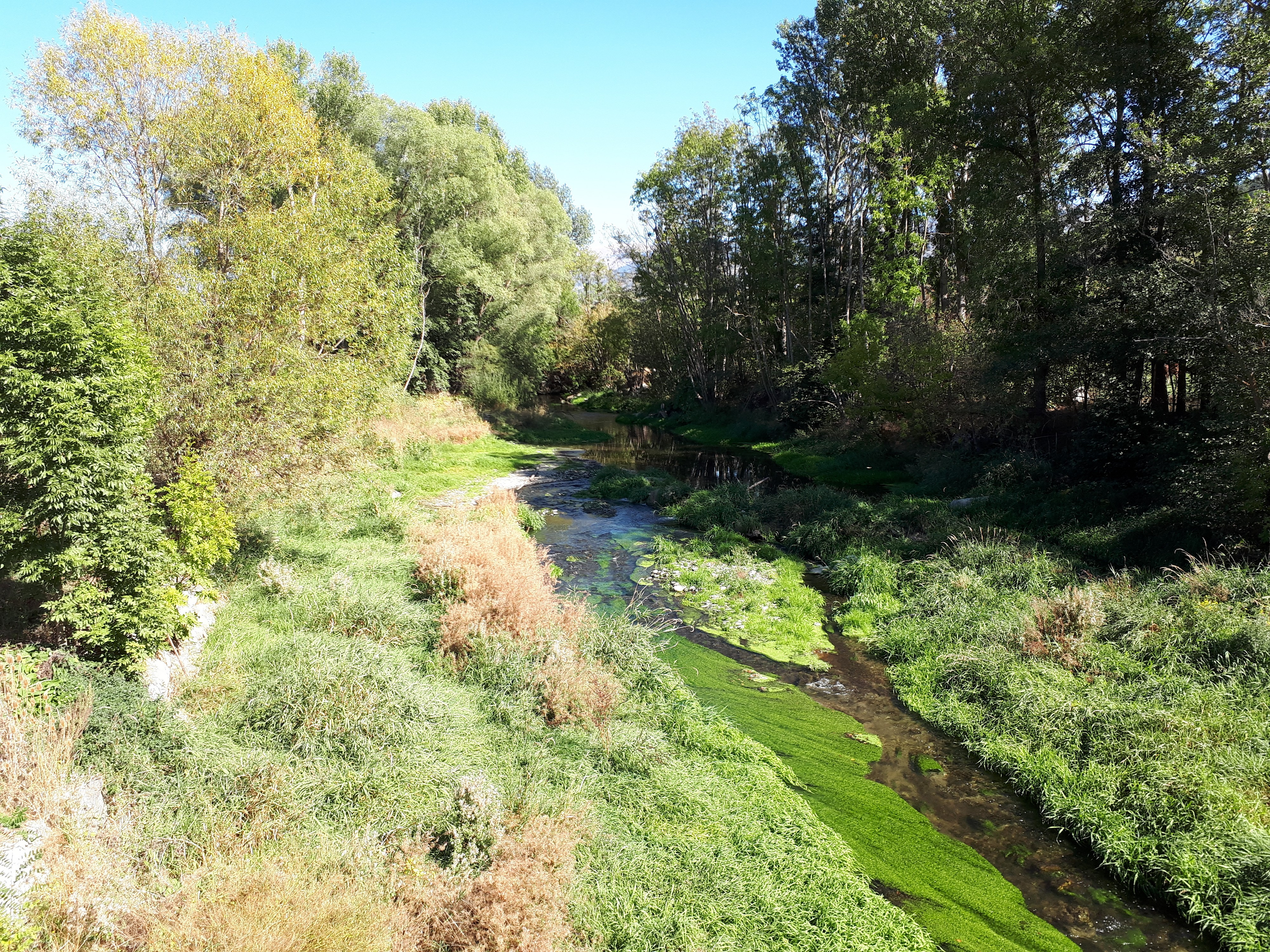
El Segre, à trois kilomètres au sud de Puigcerdà (en Espagne).

  - Enclave de Llivia : cette ville espagnole (province de Gérone, comarque de Basse-Cerdagne) constitue depuis le traité de 1659 une enclave en territoire français, située entre les communes Françaises de Saillagouse et Bourg-Madame.
- À nouveau en France (Pyrénées-Orientales)
  - Bourg-Madame, ancien faubourg de Puigcerdà (La Guingueta)
- Définitivement en Espagne
  - En Catalogne : Puigcerdà, La Seu d'Urgell, Balaguer, Lérida
  - En Aragon :  Mequinenza